# كراش بانديكوت 2: كورتكس سترايكس باك
كراش بنديكوت 2: كورتيكس يرد الضربة (بالإنجليزية: Crash Bandicoot 2: Cortex Strikes Back)‏ هي لعبة فيديو منصات والنسخة الثانية من كراش بنديكوت نشرتها شركة سوني كمبيوتر إنترتينمنت ، أنتجتها شركة يونيفرسل ستوديوز وطورتها شركة نوتي دوغ للبلاي ستيشن.أطلقت اللعبة رسميا للبلاي ستيشن في 1997.أطلقت في 26 يوليو 2007 للبلاي ستيشن نيتورك الأوربية . لكنها سحبت لإجراء وقائي بينما سبايرو 2: غضب ربتو وميدي ايفل فشلا للعمل بطريقة صحيحة.أطلقت اللعبة في 10 يناير 2008 للبلاي ستيشن نيتورك الأمريكية وأطلقت مرة أخرى للأوروبية في 2 فبراير 2011 . 
آخذة مكانا من مجموعة خيالية من الجزر بالقرب من أستراليا ، كراش بنديكوت 2 تتبع مغامرة مجسم الحيوان بنديكوت كراش .كراش مختطف بسلسلة الشرير دكتور نيو كورتكس ، الذي على مايبدو أراد «إنقاذ العالم».

## وصلة خارجية
- كراش بانديكوت 2: كورتكس سترايكس باك على موقع IMDb (الإنجليزية)

- الموقع الرسمي